# Alibi na klíč
Alibi na klíč (ve francouzském originále Alibi.com) je francouzská filmová komedie z roku 2017 režiséra Phillippa Lacheaua, který je též spoluautorem scénáře a představitelem hlavní role. V dalších rolích se objevili Élodie Fontan, Nathalie Baye, Didier Bourdon, Julien Arruti a Tarek Boudali. Film byl ve Francii uveden do kin 15. února 2017.
Film se v České republice měl uvádět pod názvem Alibi na míru, ovšem svůj název musel změnit kvůli soudnímu příkazu ze strany stejnojmenné tuzemské agentury. Česká premiéra proběhla 12. října 2017.

## Příběh
Grégory Van Huffel je majitelem společnosti Alibi na klíč, kde spolu se svými spolupracovníky Augustinem a Mehdim připravuje neprůstřelná alibi pro své klienty, kteří chtějí ututlat nevěru, vyhnout se rodinnému setkání, nebo si jen zachovat soukromí. V době, kdy se firmě začne dařit, potká dívku jménem Florence, do které se okamžitě zamiluje a začne s ní žít. Své skutečné zaměstnání před ní ale zatají a namluví ji, že se živí jako stevard.
Jednoho dne přijde do jeho společnosti Gérard Martin, který chce skrýt nevěru s mladou zpěvačkou. Greg posléze zjistí, že se jedná o otce Florence. Bude tedy muset vymyslet celou řadu lží, kvůli kterým se dostane do řady nezvyklých situací.

## Obsazení
| Philippe Lacheau | Grégory Van Huffel |
| Élodie Fontan    | Florence Martin    |
| Nathalie Baye    | Marlène Martin     |
| Didier Bourdon   | Gérard Martin      |
| Tarek Boudali    | Mehdi              |
| Julien Arruti    | Augustin           |
| Vincent Desagnat | Romain             |
| Nawell Madani    | Cynthia Bellini    |
| Kad Merad        | pan Godet          |